# Antonín Masák
Antonín Masák (18. ledna 1856 Blatná – 18. března 1916 Královské Vinohrady) byl český učitel, historik, heraldik a sfragistik.

## Život
Vystudoval učitelství dějepisu. Vyučoval na reálném gymnáziu na Královských Vinohradech u Prahy. Kromě toho se věnoval výzkumu pečetí české šlechty a byl redaktorem Časopisu Společnosti přátel starožitností českých.
Oženil se s Annou Růžičkovou, měli syny Václava (* 1893) a Jaroslava (* 1899) a dcery Ludmilu (1896–1896) a Annu (* 1899).

## Dílo
- Pečeti šlechty české, moravské a slovenské, in: ČSPSČ XXI, 1911, dostupné online
- Sbírka odlitků pečetí, nezpracována, uložena v okresním muzeu v Blatné